# U-Bahnhof City Nord
Der U-Bahnhof City Nord (Haltestellenkürzel CN) ist ein im Bau befindlicher  U-Bahnhof der Hamburger U-Bahn Linie 5 in der Bürostadt City Nord im Stadtteil Hamburg-Winterhude. 

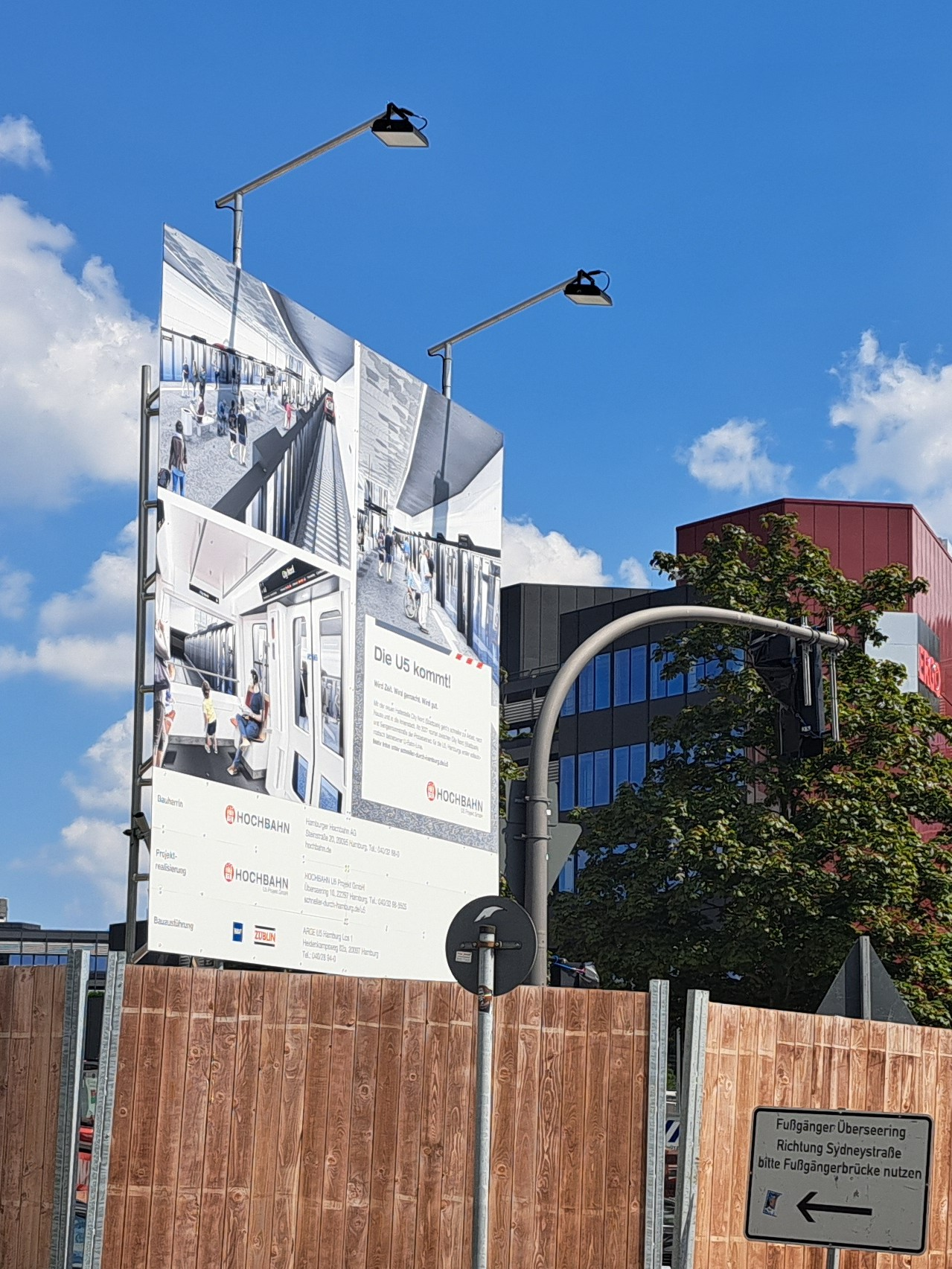
Bautafel U5 Haltestelle City Nord, Überseering, Ecke Jahnring 2 (Juli 2024)

## Lage
Die U-Bahnstation mit einem 125 Meter Mittelbahnsteig wird sich unterhalb der Straßendecke im Bereich südlicher Überseering West, Höhe New-York-Ring bis Ecke Jahnring 2 in einer Tiefe bis 12,9 Metern befinden. Insgesamt sechs Eingänge bekommt der U-Bahnhof City Nord, davon vier im Bereich New-York-Ring und zwei weitere geklammert von den Gebäuden Überseering 45 und Überseering 40 nahe dem Hamburger Stadtpark.

## Aufbau
Nördlich der eigentlichen Station wird eine Kehr- und Abstellanlage mitgebaut.

## Gestaltung
Zur Leitfarbe der Haltestelle wurde Blau gewählt. Da es sich um eine fahrerlos betriebene U-Bahn-Linie handelt, wird die Station mit Bahnsteigtüren ausgerüstet sein. Entwickelt von dem Architekturbüro Hadi Teherani wird die Haltestellendecke „mit Blüten der Platane, dem Leitbaum der modernen Bürostadt City Nord“ verziert, wobei die Motive durch hinterleuchtete, gelochte Metallplatten entstehen.

## Planungs- und Bauphase
Die Planungen der Hamburger Hochbahn – über die Linie U5 auch die City Nord durch eine Haltestelle im Bereich Überseering an das Netz anzubinden – begannen 2014. Laut der Hochbahn U5 Projekt GmbH wird mit der Fertigstellung 2026 und Inbetriebnahme 2027 gerechnet (Stand Juni 2023).
Baubeginn war Anfang 2024. Gebaut wird der U-Bahnhof City Nord inklusive des Tunnels nach Norden zur Station Sengelmannstraße in offener Bauweise. Ursprünglich sollte die Station City Nord das westliche Ende des 1. Bauabschnittes der U5 sein, wobei 2024 durch Planfeststellung der 1,3 Kilometer Tunnelstrecke durch den Stadtpark zum U-Bahnhof Borgweg für eine frühestmögliche Anbindung in die Zone „U5 Mitte“ – offiziell „U5M1000“ – sorgen soll.
| Linie | Verlauf |
| ----- | --- |
| U 5   | im Bau: Bramfeld – Steilshoop – Barmbek Nord – Sengelmannstraße – City Nord (Stadtpark) – (in Planung:, vorläufige Namen kursiv: Borgweg – Jarrestraße – Beethovenstraße – Uhlenhorst – St. Georg – Hauptbahnhof Nord – Stephansplatz – Universität – Grindelhof – Hoheluftbrücke – Gärtnerstraße – Universitätsklinikum – Siemersplatz/Behrmannplatz – Hagenbecks Tierpark – Sportplatzring – Stellingen – Arenen Volkspark) |